# Џордан Хендерсон
Џордан Хендерсон (енгл. Jordan Henderson; Сандерланд, 17. јун 1990) јесте енглески фудбалер који игра за Ајакс и репрезентацију Енглеске. Најчешће игра на позицији средњег или десног везног играча. Освојио је Лигу шампиона са Ливерпулом у сезони 2018/19.

## Клупска каријера
Хендерсон је прву утакмицу за Сандерланд одиграо 1. новембра 2008. године. Већ у јануару 2009. је послат на позајмицу у Ковентри сити. Позајмица је била предвиђена да траје месец дана, али је продужена до краја сезоне. Током сезоне 2009/10. се пробио у прву поставу Сандерланда и први гол је постигао у Лига купу против Бирмингем ситија. Први гол у Премијер лиги је постигао 19. децембра против Манчестер ситија.
Током летњег прелазног рока су почеле приче о Хендерсоновом преласку у Ливерпул. Уговор је потписан 9. јуна 2011. за износ од око 17 милиона фунти. За Ливерпул је дебитовао 13. августа у уткамици против свог бившег клуба, Сандерланда. Први погодак за Ливерпул је постигао 27. августа против Болтон вондерерса.

## Репрезентативна каријера
Дебитовао је за репрезентацију узраста до 19. година 2009. године против Чешке. Након тога се пробио у репрезентацију до 21. године и учествовао је као њен члан на Европском првенству у фудбалу до 21 године одржаном 2011. године. Због повреде Френка Лапарда, 31. маја 2012. је позван на Европско првенство у фудбалу 2012..

## Трофеји
Ливерпул
- Премијер лига (1): 2019/20.
- Енглески Лига куп (2): 2011/12, 2021/22.
- ФА куп (1) : 2021/22.
- ФА Комјунити шилд (1) : 2022.
- Лига шампиона (1): 2018/19.
- Суперкуп Европе (1): 2019.
- Светско клупско првенство (1): 2019.